# Mingteke
Mingteke (Chin.: 明铁盖, Mingtiegai) is een grote gemeente in de Karakoram. De plaats ligt in het zuiden van het Autonoom Tadzjieks Arrondissement Taxkorgan in Xinjiang in het verre westen van Volksrepubliek China. In de buurt van de gemeente liggen de 4703 meter hoge Mingteke-pas (明铁盖达坂, Mingtiegai Daban) tussen de Volksrepubliek China en Pakistan en de Afghaanse Wachan-corridor.